# ジャマール・ティンズリー
ジャマール・ティンズリー（Jamaal Lee Tinsley、1978年2月28日 - ）は、アメリカ合衆国ニューヨーク州ブルックリン区出身の元プロバスケットボール選手。ポジションはポイントガード。身長191cm、体重84kg。

## 経歴

### 生い立ち
ティンズリーはストリートボールの聖地であるニューヨークのラッカーパークで、「The Abuser」の異名で知られていた。荒んだ少年時代を過ごしていたティンズリーは高校を中途退学するも、その後GEDに合格することで、マウント・サン・ハシント大学(MSJC)進学への道を手にした。

### 大学時代
MSJCでの2年目となった1998-99シーズンには22得点9.8アシスト4.5スティールの成績で、フットヒル・カンファレンスのMVPに選ばれ、チームは32勝6敗の戦績を残した。翌1999-2000シーズンからはアイオワ州立大学でプレイし、1年目にはチームをNCAAトーナメントのエリート8に導き、自身がこのシーズンに記録した通算244アシストはジェフ・ホーナセックの記録を破って同校の新記録となった。翌00-01シーズンにはAP通信選出のオールアメリカンセカンドチームに選ばれた。

### NBA時代
2001年のNBAドラフトにてメンフィス・グリズリーズから1巡目27位指名を受けるが、その後すぐにインディアナ・ペイサーズに放出された。1年目から先発に抜擢されたティンズリーは期待を裏切らない活躍を見せ、NBAデビューしてから1ヶ月も満たない11月22日のワシントン・ウィザーズ戦では、19得点11リバウンド23アシストで早くもトリプル・ダブルを叩き出した。なお23アシストは現在もティンズリーのキャリアハイである。ルーキーイヤーとなった01-02シーズンは9.4得点8.1アシストの成績でオールルーキーセカンドチームに選ばれた。
素晴らしい才能を秘めたように見えたティンズリーだが、しかしルーキーシーズン以降は伸び悩みのシーズンが続いた。03-04シーズンには開幕から先発を外されてしまい、また故障も抱えるようになったティンズリーはこのシーズンを30試合欠場した。シーズン後半には先発に返り咲き、翌04-05シーズンには15.4得点6.4アシストの好成績を残しが、怪我に付き纏われ、04-05シーズンと翌05-06シーズンはシーズンの半分を欠場した。翌06-07シーズンは怪我から復調し、72試合に出場するも、今度は私生活でトラブルが重なるようになり、問題行動がチームからの出場停止処分へと発展したこともあった。
07-08シーズンは12月にさっそく銃撃を受けるというトラブルに見舞われたが、ベテランとしての役割を果たすようになり、2004年の乱闘事件以降低迷しているチームを支えていた。しかし、たび重なる故障やトレード発言が原因でチームの方針により08-09シーズンは1試合も出場することなくシーズンを終えた。シーズン終了後、ついにペイサーズから解雇された。その後、11月14日にメンフィス・グリズリーズと契約した。
2011年、ユタ・ジャズに加入。2013年までプレー後、引退した。